# Valtierra Centro
Valtierra Centro är en ort i Mexiko.   Den ligger i kommunen Chapultenango och delstaten Chiapas, i den sydöstra delen av landet, 700 km öster om huvudstaden Mexico City. Valtierra Centro ligger 783 meter över havet och antalet invånare är 198.
Terrängen runt Valtierra Centro är kuperad västerut, men österut är den bergig. Runt Valtierra Centro är det ganska tätbefolkat, med 90 invånare per kvadratkilometer. Närmaste större samhälle är Tapilula, 11,5 km sydost om Valtierra Centro. I omgivningarna runt Valtierra Centro växer i huvudsak städsegrön lövskog.